# Steinkreis von Loudon Wood
Der Steinkreis von Loudon Wood (auch Pitfour Circle genannt) liegt in einem Wald, nordwestlich von Mintlaw, etwa 17,0 km westlich von Peterhead in Aberdeenshire in Schottland. Es ist ein unvollständiger Steinkreis vom Typ Recumbent Stone Circle (RSC). Merkmal der RSC ist ein „liegender Stein“ begleitet von zwei stehenden, hohen, oft spitz zulaufenden „Flankensteinen“, die sich innerhalb des Kreises oder nahe dem Kreis befinden.

## Die Steinkreise am River Dee
Die Steinkreise der Region Deeside bilden eine Gruppe von Recumbent Stone Circle (RSC). Ungefähr 100 von ihnen wurden zwischen 2500 und 1500 v. Chr. errichtet.
Der Steinkreis von Loudon Wood umfasst den „liegender Stein“ und vier Orthostaten, von denen zwei umgefallen sind, sowie die südliche Hälfte eines ovalen Ringwalls von etwa 23,0 auf 20,0 m. Die Steine des Kreises standen am inneren Rand des Ringwalls. Der Kreis misst etwa 19,6 m auf 17,5 m. Der „liegende Stein“ im Südwesten, ist etwa 3,2 m lang, 1,15 m hoch und 12 Tonnen schwer. Seine relativ ebene Oberseite taucht am Westende in Richtung des angrenzenden Flankensteins ab. Unter seiner Rückseite liegt am Westende eine Steinschwelle. Ein Schälchen (englisch cup) befindet sich ein wenig westlich vom höchsten Punkt. Der in situ erhaltene Flankenstein hat eine Höhe von etwa 2,2 m, während sein umgestürztes Pendant auf der Ostseite von ähnlicher Größe und Form ist. Trotz etlicher fehlender Steine scheint die Höhe der Kreissteine abgestuft gewesen zu sein, wobei die höchsten auf der Südseite lagen. Der steinerne Ringwall ist bis zu 3,5 m breit und 0,4 m hoch. In der heutigen Form ist der Ringwall substantieller als es normalerweise bei den Kreisen von Buchan (z. B. Aikey Brae) der Fall ist.